# Mauserzug
Zum Mausern fliegen einige Arten unter den Wasservögeln an einen günstigen Ort und bilden dort große Ansammlungen. Der Weg dorthin heißt Mauserzug. Beispiele für den Mauserzug sind die Ansammlungen von Eiderenten und Brandgänsen im norddeutschen Wattenmeer. Brandgänse finden sich mit bis zu über 100 000 Vögeln auf flachen Inseln beziehungsweise Sandbänken wie dem Großen Knechtsand und der flachen Insel Trischen ein. Dort wechseln die zeitweilig flugunfähigen Vögel nach der Brut, also im Spätsommer, ihr Gefieder. In der Windwatten-Region zwischen Hiddensee und Bock wurde die Mauser größerer Ansammlungen von Säbelschnäblern beobachtet, die auf ihrem Mauserzug dort Ende Juli eintreffen. Auch Höckerschwäne, Moorenten und Kolbenenten fliegen zum Gefiederwechsel sichere Regionen – ohne Feinddruck durch Beutegreifer – an und mausern dort in großen Gruppen, zum Beispiel zu tausenden am Bodensee.